# Yabloko
O Partido Democrático Unido Russo "Yabloko" (em russo:  Росси́йская объединённая демократи́ческая па́ртия «Я́блоко», translit. Rossiyskaya obyedinyonnaya demokraticheskaya partiya "Yabloko") é um partido político da Rússia.
O partido foi fundado em 1993 como uma coligação de eleitoral de diversos movimentos que apoiavam a democracia na Rússia bem como a sua transformação numa economia de mercado. A figura mais influente do Yabloko é Grigory Yavlinsky, que foi o candidato do partido para as eleições presidenciais de 2018.
O Yabloko destaca-se por ser um forte opositor do governo de Vladimir Putin, seguindo uma linha liberal, social-democrata e centrista.

## Resultados eleitorais

### Eleições presidenciais
| Data | Candidato apoiado        | 1.ª Volta                | 1.ª Volta                | 1.ª Volta                | 2.ª Volta                | 2.ª Volta                | 2.ª Volta                |
| Data | Candidato apoiado        | CI.                      | Votos                    | %                        | CI.                      | Votos                    | %                        |
| ---- | ------------------------ | ------------------------ | ------------------------ | ------------------------ | ------------------------ | ------------------------ | ------------------------ |
| 1996 | Grigory Yavlinsky        | 4.º                      | 5 550 752                | 7,4 / 100,0              |                          |                          |                          |
| 2000 | Grigory Yavlinsky        | 3.º                      | 4 351 450                | 5,9 / 100,0              |                          |                          |                          |
| 2004 | Nenhum candidato apoiado | Nenhum candidato apoiado | Nenhum candidato apoiado | Nenhum candidato apoiado | Nenhum candidato apoiado | Nenhum candidato apoiado | Nenhum candidato apoiado |
| 2008 | Nenhum candidato apoiado | Nenhum candidato apoiado | Nenhum candidato apoiado | Nenhum candidato apoiado | Nenhum candidato apoiado | Nenhum candidato apoiado | Nenhum candidato apoiado |
| 2012 | Nenhum candidato apoiado | Nenhum candidato apoiado | Nenhum candidato apoiado | Nenhum candidato apoiado | Nenhum candidato apoiado | Nenhum candidato apoiado | Nenhum candidato apoiado |
| 2018 | Grigory Yavlinsky        | 5.º                      | 769 751                  | 1,1 / 100,0              |                          |                          |                          |

### Eleições legislativas
| Data | M. Proporcional | M. Proporcional | M. Proporcional | M. Proporcional | M. Uninominal | M. Uninominal | M. Uninominal     | M. Uninominal | Deputados | +/-     | Status            |
| Data | CI.             | Votos           | %               | +/-             | CI.           | Votos         | %                 | +/-           | Deputados | +/-     | Status            |
| ---- | --------------- | --------------- | --------------- | --------------- | ------------- | ------------- | ----------------- | ------------- | --------- | ------- | ----------------- |
| 1993 | 6.º             | 4 223 219       | 7,9 / 100,0     |                 | 3.º           | 1 849 120     | 3,5 / 100,0       |               | 27 / 450  |         | Oposição          |
| 1995 | 4.º             | 4 767 384       | 6,9 / 100,0     | 1,0             | 5.º           | 2 209 945     | 3,3 / 100,0       | 0,2           | 45 / 450  | 18      | Oposição          |
| 1999 | 6.º             | 3 955 611       | 5,9 / 100,0     | 1,0             | 3.º           | 3 289 760     | 5,1 / 100,0       | 1,8           | 20 / 450  | 25      | Oposição          |
| 2003 | 5.º             | 2 610 087       | 4,3 / 100,0     | 1,6             | 7.º           | 1 580 629     | 2,7 / 100,0       | 2,4           | 4 / 450   | 16      | Oposição          |
| 2007 | 6.º             | 1 108 985       | 1,6 / 100,0     | 2,7             |               |               |                   |               | 0 / 450   | 4       | Extra-parlamentar |
| 2011 | 5.º             | 2 252 403       | 3,4 / 100,0     | 1,8             | 0 / 450       | Estável       | Extra-parlamentar |               |           |         |                   |
| 2016 | 6.º             | 1 051 335       | 2,0 / 100,0     | 1,4             | 6.º           | 1 323 793     | 2,6 / 100,0       |               | 0 / 450   | Estável | Extra-parlamentar |